# ミルキィシャワー 快楽授業
『ミルキィシャワー 快楽授業』（原題：Cours particuliers）は、2003年から2004年にかけてフランスで制作されたテレビシリーズLes Tropiques de l'amour のいちエピソード。日本ではアルバトロスが、本エピソードをひとつの映画作品としてソフト販売した。
内容は女性ジャーナリストのクレモンティーヌと彼女の親友の物語の2部にわかれる。

## ストーリー
謎の私立学校に生徒として潜入したジャーナリストのクレモンティーヌだったが、この学校の生徒たちと打ち解けるうち次第に取材を忘れ、快楽に身を任せる。そして親友にこの学校のことを話し、教師としてこの学校に赴任した親友もまた淫蕩にふけり、黒人教師ジムと恋におちる。

## キャスト
- エステル・デサンジュ
- モニカ
- アシュリー
- ジェニー
- オリビエ・カルレ

## スタッフ
- 監督： クレール・ドゥリュヌ